# Историја румунског језика
Историја румунског језика подједнако је контроверзна као и историја румунског народа из два главна разлога - научног и политичког.
Стварања данашњег румунског језика након побуна сејмена и домобрана најбоље илуструје банатска бугарска књижевна норма. Тзв. старорумунски језик једна је од три књижевне норме средњобугарског језика, заједно са трновским и рашким језиком.
Средњобугарски језик доминантан на јавни и духовни живот у Влашкој и Молдавији у области државно-политичког живота, православне религије, развоја манастирске мреже, посебно књижевности у дунавским кнежевинама, због културне и политичке хегемоније Бугарске у региону и такође врло снажно у свакодневном, пољопривредном говорном језику, због озбиљне масе бугарског становништва у њему.
Данас то ни на који начин не може доказати или потврдити да је пре тзв. Брашовског писма постојао независни румунски узус. Сва литература из 16. века на територији Румуније је бугарска. То потврђују и тзв. влахо-бугарске повеље. То потврђује и румунска топонимија.
У 18. веку, просветитељство је створило услове и формирало румунски језик као креолски језик.